# Indian Creek (Florida)
Indian Creek és una població dels Estats Units a l'estat de Florida. Segons el cens del 2000 tenia 33 habitants.

## Demografia
Segons el cens del 2000, Indian Creek tenia 33 habitants, 14 habitatges, i 11 famílies. La densitat de població era de 30,3 habitants/km².
Dels 14 habitatges en un 14,3% hi vivien nens de menys de 18 anys, en un 50% hi vivien parelles casades, en un 28,6% dones solteres, i en un 14,3% no eren unitats familiars. En el 14,3% dels habitatges hi vivien persones soles el 14,3% de les quals corresponia a persones de 65 anys o més que vivien soles. El nombre mitjà de persones vivint en cada habitatge era de 2,36 i el nombre mitjà de persones que vivien en cada família era de 2,33.
Per edats la població es repartia de la següent manera: un 18,2% tenia menys de 18 anys, un 3% entre 18 i 24, un 30,3% entre 25 i 44, un 30,3% de 45 a 60 i un 18,2% 65 anys o més.
L'edat mediana era de 44 anys. Per cada 100 dones de 18 o més anys hi havia 68,8 homes.
La renda mediana per habitatge era de 61.250 $ i la renda mediana per família de 61.250 $. Els homes tenien una renda mediana de 46.875 $ mentre que les dones 24.375 $. La renda per capita de la població era de 137.382 $. Entorn del 21,4% de les famílies i el 29,4% de la població estaven per davall del llindar de pobresa.

## Poblacions més properes
El següent diagrama mostra les poblacions més properes.